# Brief Lives
Die Brief Lives sind eine von John Aubrey verfasste Sammlung von Kurzbiografien von Persönlichkeiten aus der elisabethanischen Epoche und Zeitgenossen Aubreys aus dem späten 17. Jahrhundert.
Aubrey sollte für den Altertumsforscher Anthony Wood biografische Informationen sammeln. Dieser hatte vor, ein Buch über alle bekannten Persönlichkeiten, die in Oxford gewesen waren oder dort studiert hatten, zu verfassen. Mit der Zeit wurde aus der Zuarbeit ein eigenes Projekt.
John Aubrey versuchte, jedes Detail, jede Marotte und jede Form von Klatsch über die Personen herauszufinden. Er war so engagiert, dass er nicht nur bedeutenden Personen – im Werk finden sich unter anderem Biografien von William Shakespeare, Francis Bacon, Robert Boyle, John Dee, Sir Walter Raleigh, Edmund Halley oder Ben Jonson –, sondern auch einfache Leute aus seinem Umfeld in sein Notizbuch aufnahm. Dieses ungeordnete Manuskript wurde erst posthum in lesbare Form gebracht und veröffentlicht. Die Originalnotizen werden heute in der Bodleian Library aufbewahrt.
Nachdem sie lange umstritten waren, gelten die Brief Lives heute als wichtige Quelle zur Erforschung der britischen Gesellschaft des ausgehenden 17. Jahrhunderts.
Der britische Schauspieler und Autor Patrick Garland hat 1967 ein Stück basierend auf den Brief Lives verfasst und inszeniert.

## Ausgaben
- Andrew Clark (Hrsg.): ‘Brief lives,’ chiefly of contemporaries, set down by John Aubrey, between the years 1669 and 1696. 2 Bände,  Oxford 1898 (Band 1, Band 2).
  - Mr. John Aubrey’s, Esq. Lebens⁼Entwürfe (= Die andere Bibliothek Band 114). Übersetzt von Wolfgang Schlüter. Eichborn, Frankfurt am Main 1994, ISBN 3-8218-4114-1.